# Котов, Александр Евгеньевич
Алекса́ндр Евге́ньевич Ко́тов (26 августа 1949, Калининград — 2 июля 2016, Москва) — советский и российский актёр театра, кино и озвучивания.

## Биография
Родился 26 августа 1949 года в Калининграде. Родители — Евгений Иванович Котов (1918—1950), окончил мельничный техникум, сына не видел; и Антонина Петровна Котова, в девичестве Парфёнова (1918—2008), окончила Ивановский сельскохозяйственный техникум.
В детстве Александр Котов мечтал стать врачом. Принял решение стать актёром в девятом классе, под влиянием руководительницы школьного театрального кружка Розалии Богдановны Степанян.
В 1971 году получил диплом с отличием Московского театрального училища имени Б. В. Щукина по специальности «актёр драмы и кино». Художественный руководитель курса — Юрий Васильевич Катин-Ярцев. Сокурсник известных российских артистов: Ю. Богатырёва, Н. Гундаревой, К. Райкина, Н. Варлей.
С 1971 по 1998 — актёр Московского драматического театра на Малой Бронной. За 27 лет работы в театре сыграл множество ролей: Костик в «Покровских воротах» в постановке Михаила Козакова, постановках Л. Дурова по пьесам Н. Саймона и Н. Думбадзе; А. Дунаева по Островскому и Горькому; у Анатолия Эфроса в «Брате Алёше» Виктора Розова; «Ревизской сказке» по «Мёртвым душам», во второй постановке «Трёх сестер», пьесе «Лето и дым» по Теннесси Уильямсу; постановках С. Яшина и Е. Лазарева; В. Портнова («Мать Иисуса», «Москва — Петушки», «Вальпургиева ночь»); С. Женовача по Н. В. Гоголю и И. С. Тургеневу.
Снимался в фильме «Крейцерова соната» у режиссёра Михаила Швейцера, исполнил роль частного детектива в ситкоме «Клубничка». В фильме «Искушение Б.» сыграл роль врача.
В 1993—2000 годах работал в театре Et cetera, играл в постановках «Руководство для желающих жениться» по А. П. Чехову В. Салюка и «Камамбер…» Александра Калягина. В 1998 году ушёл из театра на Малой Бронной, разрешив таким образом многолетний конфликт с тогдашней его администрацией.
После ухода из театра занимался озвучиванием фильмов, сериалов и компьютерных игр. Начинал в отделе озвучивания «НТВ-Плюс», далее стал дублировать на студии «Мосфильм». Принимал участие в переозвучивании советских мультфильмов 1949—1954 годов (переозвученные в 2000—2001 годах), озвучивал документальные фильмы BBC, в том числе документальные сериалы Майкла Вуда «Троя» (1985) и «Александр Македонский» (1997), и на канале «24 Техно». Также его голосом говорили герои сериалов канала «Настоящее Смешное Телевидение» (НСТ). Озвучивал главных героев в квестах «Post Mortem» и «The Moment of Silence», Уоррена Видика в серии игр Assassin’s Creed.
Сотрудничал со студией «Инис», часто озвучивал в паре с Ириной Маликовой, Людмилой Ильиной. Был голосом радио Юмор FM на протяжении 5 лет до августа 2011 года; озвучивал заставки к рубрикам, анонсы и другую межпрограммную составляющую.
Скончался 2 июля 2016 года в Москве на 67-м году жизни после продолжительной болезни. Похоронен на Ваганьковском кладбище рядом с родителями.

## Фильмография
- 1972 — Следствие ведут ЗнаТоКи. Динозавр — Афанасий Никишин
- 1974 — Таня — работник прииска
- 1974 — Хождение по мукам — критик Чирва (1-я серия «Сёстры»)
- 1976 — Опровержение — баснописец
- 1977 — Кто за стеной? — помощник академика
- 1978 — Иванцов, Петров, Сидоров — медэксперт
- 1984 — Мёртвые души — продавец
- 1987 — Крейцерова соната — студент-естественник
- 1988 — Отцы — Юрий Андреевич
- 1990 — Искушение Б. — врач скорой помощи
- 1993 — Раскол — следователь (3-я серия)
- 1996—1997 — Клубничка (телесериал) — детектив Умельцев (в нескольких сериях)
- 2004 — Дети Арбата — Криворучко
- 2006 — Знаки любви
- 2010 — Масквичи (в одной серии-скетче)

### Телеспектакли
- 1973 — Мегрэ и человек на скамейке — Лапуэнт, инспектор
- 1977 — Не от мира сего — Мардарий
- 1978 — Вечер воспоминаний — Камушкин
- 1979 — Варвары — Порфирий Дробязгин
- 1982 — Попечители — Мардарий
- 1985 — Тевье-молочник — Арон
- 1987 — Портрет — издатель
- 1992 — Коровин и Шаляпин (по книге К. Коровина) — Коровин

## Театральные работы
- «Руководство для начинающих жениться» (театр Et cetera)
- «Камамбер» (театр Et cetera)
- «Покровские ворота» Л. Зорина — Костик, реж. Михаил Козаков
- «Брат Алёша» В. Розова, реж. Анатолий Эфрос
- «Ревизская сказка» В. Балясного — Тонкий, затем — Гоголь
- «Три сестры» — Солёный
- «Лето и дым» Т. Уильямса — коммивояжёр
- «Мать Иисуса»
- «Москва — Петушки»
- «Вальпургиева ночь»

## Дубляж и закадровое озвучивание

### Фильмы
- 2014 — Под маской жиголо[англ.] — Мюррей (Вуди Аллен)[1]

### Мультфильмы
- 2005 — Роботы — Тормоз[1] (дубляж творческого коллектива «Central Production International Group» по заказу «Гемини Киномир», 2005 г.)

### Телесериалы
- 1983 — 1989 — Чёрная Гадюка — все мужские роли (АртМедиа Групп, НСТ)[1]
- 1982 — 1992 — Алло, алло! — все мужские роли (АртМедиа Групп, НСТ)[1]
- 2001 — 2002 — Клон — треть мужских ролей (закадровый перевод для ОРТ (Первый канал)[1]
- 2004 — 2007 — Буш всемогущий — все мужские роли (АртМедиа Групп, НСТ)[1]
- 2004 — 2005 — Хозяйка судьбы — половина мужских ролей (закадровый перевод Первого канала)[5]

### Компьютерные игры
- 2001 год — Max Payne — П.П., Рико Муэрте, Джим Бравура[6].

## Озвучивание

### Мультфильмы
- 2012 — Паровозик Тишка — Генерал (дедушка Суворика)

### Аудиокниги
- «Темные аллеи», «Натали» и др. — Иван Бунин — Александр Котов и Нина Лунёва. Реж. Ю. Науменков
- «Робинзон Крузо» — Даниэль Дефо («Книга вслух», Союз)
- А. Аверченко. Рассказы Реж. Ю. Науменков
- М. Зощенко. Рассказы Реж. Ю. Науменков
- «Володя» и др рассказы — А. П. Чехов реж. Ю. Науменков
- «Ханский огонь» и рассказы из сборника «Записки юного врача» — М. Булгаков, реж. Ю. Науменков (Союз)
- «Собор Парижской Богоматери» — Виктор Гюго («Книга вслух», Союз)
- «Питер Пэн» — Джеймс Барри («Книга вслух», Союз)
- «Айвенго» — Вальтер Скотт («Книга вслух», Союз)
- Джон Голсуорси — «Рваный башмак» рассказы («Книга вслух», Союз)
- Шервуд Андерсон — «Уайнсбург. Огайо» — рассказы («Книга вслух», Союз)
- Джеймс Джойс — «Дублинцы»- рассказы («Книга вслух», Союз)
- Герберт Уэлс — «В дни кометы» («Книга вслух», Союз)
- Давид Фридман — «Мендель Маранц»: Лирическая комедия по рассказам Давида Фридмана («Книга вслух», Союз)
- Ф. С. Фицджеральд — «Ночь нежна» («Книга вслух», Союз)
- Е. Шварц — «Сказка о потерянном времени» (Книга вслух, Союз)
- М. Твен — «Приключения Тома Сойера» (Книга вслух, Союз)
- Капитан Марриэт — «Корабль-призрак» (Книга вслух, Союз)
- Я. Гашек — Рассказы (Книга вслух, Союз)
- Е. Боронина — Рассказы звериного доктора (Книга вслух, Союз)
- Русские народные сказки: «Диво дивное», «Семь Агафонов бестолковых» и др. (Книга вслух, Союз)
- Борис Акунин «Левиафан» (Книга вслух, Союз)
- Н. А. Некрасов — «Кому на Руси жить хорошо»
- Т. Драйзер — Титан. Финансист. Стоик. (Книга вслух. Союз)
- Д. Мордовцев — Великий раскол. Мамаево побоище. (Книга вслух. Союз)
- Стендаль. Красное и чёрное. (Книга вслух. Союз)

### Переозвучка мультфильмов киностудии «Союзмультфильм» (2001 год)
- 1954 — В лесной чаще — Волк
- 1954 — Царевна-лягушка — рассказчик / Кощей Бессмертный
- 1954 — Стрела улетает в сказку — Громкоговоритель / ворон / жаба
- 1954 — Соломенный бычок — Медвежонок
- 1954 — Оранжевое горлышко — петух Бровкин
- 1953 — Крашеный лис — Ёж / кабан
- 1952 — Аленький цветочек
- 1952 — Валидуб — пчеловод
- 1951 — Сердце храбреца — болотный царь Боко
- 1951 — Высокая горка — Чик
- 1950 — Чудо-мельница — кот Васька / царь Андрос
- 1950 — Сказка о рыбаке и рыбке — рассказчик
- 1950 — Дедушка и внучек — пёс
- 1950 — Волшебный клад — пастух Баир
- 1949 — Сказка старого дуба — Жучка
- 1949 — Чужой голос
- 1949 — Лев и заяц — Заяц
- 1949 — Чудесный колокольчик — Старик